# Чихачов Микола Абрамович
Микола Абрамович Чихачов (нар. 19 грудня 1898, селище при копальні Петро-Мар'ївка (нині у складі м. Сокологірська Луганської обл.) - 1942). 
Створив перший вугледобувний комбайн. .

## Винахід
У 1934 році механік тресту Первомайськвугілля Микола Абрамович Чихачов запропонував перший зразок гірського комбайну для проходження підготовчих виробіток, який було засновано на кресленнях його земляка Бахмутського О.І.. Існували і інші варіанти конструкції комбайна, які було подано на конкурс, проголошений для втілення ідеї Бахмутського, але було обрано комбайн Чихачова, який на той час вже встиг показати себе в дії. Спочатку випробування цієї машини проходило в одному з кар'єрів ЦЕММ, а після вдосконалення у 1936 р. – в одній із шахт м. Лисичанська. За цей винахід М. А.Чихачов був нагороджений орденом Трудового Червоного Прапора .

## Пам'ять
- Одна з вулиць м. Сокологірська Луганської області носить ім'я Чихачова.
- На його честь також названо центральний парк того ж міста, у якому розташований пам'ятник винахіднику.